# Brian Strait
Brian Strait, född 4 januari 1988, är en amerikansk professionell ishockeyspelare som spelar för Winnipeg Jets i NHL. Han har tidigare representerat Pittsburgh Penguins och New York Islanders på NHL-nivå.
Strait draftades i tredje rundan i 2006 års draft av Pittsburgh Penguins som 65:e spelare totalt.